# Tossina degli insetti
Le tossine degli insetti sono diverse tossine proteiche prodotte da alcune specie di insetti.
Tali tossine, vengono secrete, ad esempio, dalle cimici assassine (note anche come cimici baciatrici); esse sono una delle famiglie più grandi e morfologicamente diversificate di insetti che si nutrono di grilli, bruchi e altri insetti. Alcune specie di cimici assassine sono parassiti succhiasangue dei mammiferi e si nutrono persino di esseri umani. Possono essere comunemente trovate in gran parte del mondo e le loro dimensioni variano da pochi millimetri fino a 3 o 4 centimetri. La saliva tossica delle cimici assassine predatrici contiene una miscela complessa di peptidi piccoli e grandi utilizzati per diversi scopi, come l'immobilizzazione e la pre-digestione delle loro prede, nonché la difesa contro concorrenti e predatori. Le tossine delle cimici assassine sono piccoli peptidi con connettività disolfuro che prendono di mira i canali ionici. Sono relativamente omologhe ai bloccanti dei canali del calcio omega- conotossine delle lumache coniche marine e appartengono alla classe strutturale dell'impalcatura di cisteina a quattro anse.
Una di queste piccole proteine, Ptu1, blocca reversibilmente i canali del calcio di tipo N, ma allo stesso tempo è meno specifica per i canali del calcio di tipo L o P/Q. Ptu1 è lunga 34 residui di amminoacidi ed è reticolata da 3 ponti disolfuro, e contiene una regione del foglietto beta composta da 2 filamenti beta antiparalleli consistente in un nucleo compatto con legami disolfuro da cui emergono quattro anse e terminali N e C. Di seguito sono elencate alcune tossine di cimici assassine:
- Tossina Ado1 di Agriosphodrus dohrni.
- Tossina Iob1 di Isyndus obscurus.
- Tossina Ptu1 della peirates turpis.